# PlayStation VR2
PlayStation VR 2（简称“PSVR2”）是索尼互动娱乐针对PlayStation 5研发的虚拟實境頭戴式顯示器，采用相较上代PlayStation VR拥有更高分辨率和和可视角度。同时也从上代使用的PlayStation Camera和Move控制器的追踪操控方案改为由头显内摄像头以及全新的PlayStation VR2 Sense控制器。PSVR2头显还支持眼球追踪技术和HDR显示。2022年1月在消费电子展2022上，索尼首次公布了PlayStation VR2。2022年11月，索尼宣布PlayStation VR2将于2023年2月22日发售。

## 游戏
根据索尼的说法，PlayStation VR2将不会兼容运行PlayStation VR的游戏。
2024年2月，索尼在其博客中宣布将计划在2024年内支持PlayStation VR2对个人电脑的兼容支持。预计届时PlayStation VR2将可以通过连接电脑游玩PC VR游戏。同年6月，索尼宣布将在8月发售专用转接器，可以将PS VR2头显连接到电脑上作为PC VR头显运行。但是像HDR显示、聚焦渲染等特色功能无法在PC VR环境下使用。7月，索尼在Steam商店上架了PS VR2专用启动器的页面，并于8月6日开放下载。